# Torbjörn Iwan Lundquist
Torbjörn Iwan Lundquist, folkbokförd Ivan Torbjörn Lundquist, född 30 september 1920 i Stockholm, död 1 juli 2000 i Litslena socken i Uppland, var en svensk tonsättare.

## Biografi
Efter studentexamen 1939 följde militärtjänst och från 1945 studerade han musikvetenskap i Uppsala och komposition för Dag Wirén. På 1970-talet studerade han även dirigering för Otmar Suitner i Salzburg och Wien. 1947 bildade Lundquist en egen kammarorkester, vilket ledde till posten som dirigent och konstnärlig ledare på Drottningholms slottsteater 1949–1956. Han var gästdirigent hos symfoniorkestrar i Sverige och Europa. Decennier som symfoniker, från den första symfonin från 1956 och i synnerhet sedan 1970, har inte uteslutit verk i andra genrer: där återfinns bland annat sånger, musik för slagverk, solokonserter, kammarmusik, körverk och en opera.
Symfoni nr 3 Sinfonia dolorosa var Lundquists genombrottsverk som symfoniker. Han betonade ofta naturens betydelse och avtryck av detta märks i exempelvis Symfoni nr 4 Sinfonia ecologica och Symfoni nr 6 Sarek som dock förblev ofullbordad. Hans starka engagemang i de stora frågorna är tydligt även i Symfoni nr 2 ...för frihet, Symfoni nr 7 Humanity tillägnad Dag Hammarskjölds minne samt i Symfoni nr 9 Survival. Symfoniernas undertitlar – som inte får tolkas programmatiskt utan endast antyder idéincitament och inspirationskällor – ger ett begrepp om tonsättarens viljeyttringar.
Lundquist använde sig av många olika uttryckssätt och stilmedel i komponerandet för att nå den syntes han strävade efter: traditionellt utformad musik, moderna avantgarde-element och jazzinfluerade utbrott konfronteras med varandra. Och trots att tonsättaren själv framhöll bland annat impulser från andra kulturer – t.ex. de indonesiska gamelan-orkestrarna med deras säregna slagverksklanger och samernas vuolle (ofta felaktigt benämnt “jojk“) – kan hans symfonier i allt väsentligt inordnas i den europeiska orkestertraditionen. De olika elementen smälter samman till en personlig och rik palett som tonsättaren genom åren förfinade för att tillgodose ett starkt uttrycksbehov. Hans verk återspeglar en stark livsbesatthet och frihetslidelse med känslor som, inom ett huvudsakligen tonalt tonspråk, spänner från eftertänksam innerlighet till våldsam eruption.
Han levde nära naturen, men också nära det som händer i omvärlden. I tider av snabba förändringar och miljöförstöring sökte sig Torbjörn Iwan Lundquist mot livets kärna, “inte för att fly verkligheten, utan för att återupprätta den“. 1989 tilldelades han Stims Atterbergspris och i motiveringen talas om hans “engagerande och musikantiska tonkonst i djupt humanistisk anda“. Han fick Hugo Alfvénpriset 1992 "för sin rika tonsättargärning med ideell och naturlyrisk förankring". Lundquist är begravd på Skogsö kyrkogård.

## Verkförteckning i urval

### Symfonier
- Symfoni nr 1, tidigare Kammarsymfoni 1956, reviderad 1971. Inspelning på Bluebell ABCD072
- Symfoni nr 2, …for freedom 1956–1970 Inspelning på Sterling  CDM 3006-2
- Symfoni nr 3, Sinfonia dolorosa 1975  Inspelning på Sterling   CDM 3004-2
- Symfoni nr 4, Ecologica 1985  Inspelning på Sterling CDM 3004-2
- Symfoni nr 5, Die Wienerische 1980
- Symfoni nr 7, Humanity – Dag Hammarskjöld in memoriam 1988 för sopran, baryton, blandad kör och orkester. Inspelning på Caprice CAP21419
- Symfoni nr 8, Kroumata symphony 1992 för sex slagverkare och orkester
- Symfoni nr 9, Survival 1996  Inspelning på Sterling  CDM 3006-2

### Övriga orkesterverk
- Divertimento, för träblås och stråkar 1951
- Confrontation, för stor orkester 1968
- Galax, för stor orkester 1971
- Concerto grosso för violin, violoncell och stråkar 1974
- Arktis, för orkester 1977. Inspelning på Bluebell ABCD072
- Wind power, för symfonisk blåsorkester 1978
- Serenad, för stråkorkester 1979
- Arktis, för symfonisk blåsorkester 1984

### Kammarmusik
- Stråkkvartett nr 1, Mälarkvartett 1957 - 1973
- Bewegungen, för Accordeon och stråkkvartett 1966
- Duell, för Accordeon och slagverk 1966. Inspelning på CBC Records MVCD 1096
- Teamwork, för blåsarkvintett 1967
- Stråkkvartett nr 2, Quartetto d'aprile 1969
- Trio fiorente, för pianotrio 1975
- Sisu, för sex slagverkare 1976. Inspelning på BIS 232 CD
- Integration, för fem slagverkare och stråkkvartett 1982

### Konserter
- Concerto da camera, konsert för accordeon och orkester 1965
- Hangarmusik, symfonisk konsert för piano och orkester 1967
- Landscape, för tuba, stråkorkester och piano 1978. Inspelning på BIS 1685
- Fantasia Pragense, för violin och orkester 1979. Inspelning på Bluebell ABCD003

### För röst
- Tre dikter, för röst och piano 1949. Text: Erik Lindegren
- Anrop, för sopran och orkester 1964. Text: Ragnar Piuva. Inspelning på Bluebell ABCD072
- Ensamhetens sånger, för röst och piano 1965. Text: Vilhelm Ekelund
- Siebenmal Rilke, sju sånger för röst och piano 1984. Text: Rainer Maria Rilke
- Siebenmal Rilke, sju sånger för röst och orkester 1989. Text: Rainer Maria Rilke. Inspelning på Bluebell ABCD072
- New bearings, sju sånger för baryton och piano 1989. Text: Dag Hammarskjöld (ur Vägmärken). Inspelning på Bluebell ABCD046
- Irish love songs, sju sånger för baryton och piano 1992. Text: James Joyce
- Chamber music, nio sånger för baryton, violoncell och piano 1996. Text: James Joyce
- Pour l'éternité : 7 songes du coeur, för baryton och piano 1996. Text: Jean-Luc Caron

### Körverk
- Afton, för blandad kör a capella 1958. Text: Bo Setterlind. Inspelning på BIS CD4
- Elegier från bergen, för tenor, baryton, manskör och orkester 1958. Text: Bo Setterlind
- Via tomheten, för sopran, baryton, blandad kör och orkester 1959. Text: Bo Setterlind
- Triptyk, för blandad kör a capella 1963. Text: Östen Sjöstrand
- Grekisk vår, för blandad kör a capella 1964. Text: Bo Setterlind
- Den ljusa ön, för blandad kör 1966. Text: Bo Setterlind

### Opera
- Sekund av evighet, enaktsopera för konsertsal 1973. Libretto: Karin Boldemann

### Filmmusik
- 1954 – Simon syndaren
- 1956 – Nattbarn
- 1956 – Moln över Hellesta
- 1957 – Synnöve Solbakken
- 1958 – Damen i svart
- 1958 – Mannekäng i rött
- 1958 – Kostervalsen
- 1959 – Ryttare i blått
- 1960 – När mörkret faller
- 1960 – Domaren
- 1960 – Sommar och syndare
- 1960 – Tärningen är kastad
- 1961 – Änglar, finns dom?
- 1961 – Lita på mej, älskling!
- 1961 – Briggen Tre Liljor
- 1962 – Nils Holgerssons underbara resa
- 1962 – Chans
- 1962 – Vita frun
- 1963 – Det är hos mig han har varit
- 1963 – Den gula bilen
- 1963 – Sällskapslek
- 1965 – Flygplan saknas
- 1965 – Arken
- 1967 – Hugo och Josefin
- 1969 – Fadern
- 1971 – Brother Carl

## Priser och utmärkelser
- 1969 – Muikföreningens i Stockholm körtonsättarstipendium
- 1989 – Atterbergpriset
- 1992 – Hugo Alfvénpriset "för sin rika tonsättargärning med ideell och naturlyrisk förankring"